# 雁瀬治貞
雁瀬 治貞（がんせ はるさだ　1919年　-　1946年2月）は、日本の元プロ野球選手。京都府出身。

## 来歴・人物
平安中学（現・龍谷大学付属平安中学校・高等学校）在学中は、甲子園に8回出場（春4回〔1935年,1936年,1937年,1938年〕、夏4回〔1935年,1936年,1937年,1938年〕）。このうち、1936年夏の大会で準優勝。そして、最後の出場となった1938年夏の大会では主将兼三塁手として、チームの初優勝に貢献した。決勝の岐阜商業では9回表に失策を犯すも、チームはその裏サヨナラ勝ちで優勝を収めるという劇的な幕切れだった。ちなみにこの大会では、守備面で素晴らしい活躍を見せ、「猛将」というあだ名で親しまれた。優勝時のメンバーに保井浩一（のち東映など）、木村（西村）進一（のち名古屋）、古家武夫（のち巨人）、竹村（金田）正泰（のち阪神）、天川清三郎（のち南海）などプロ野球で活躍した人物が何人もいた。
平安中学卒業後は、2年間は名古屋軍でプレーしたが、一軍出場はなく、それと両立して1939年より立教大学でプレーした。その後応召され復員は出来たものの
、戦地で得た病気が悪化。母校・平安高の野球部再建に力を尽くしたが、1946年2月、志半ばで夭折した。享年26。かつてのチームメイトだった木村進一監督の下で、平安高が甲子園に復活出場を果たしたのは、雁瀬の死後3年経った1949年春の事であった。
東京ドーム内の野球殿堂博物館にある戦没野球人モニュメントに彼の名が刻まれている。